# Fantasy Filmfest 2008
Das 22. Fantasy Filmfest (2008) fand in der Zeit vom 12. August bis 10. September für jeweils eine Woche in den Städten Berlin, Dortmund, Frankfurt, Hamburg, Köln, München, Nürnberg und Stuttgart statt. Die Fantasy Filmfest Nights fanden im März und im April in den Festivalstädten statt.

## Liste der gezeigten Filme
| Titel                                            | Regisseur                                   | Sparte            |
| ------------------------------------------------ | ------------------------------------------- | ----------------- |
| 100 Feet                                         | Eric Red                                    | Selected Features |
| Bloody Birthday                                  | Adrián García Bogliano                      | Midnight Madness  |
| Die Erpresser                                    | Jon Hewitt                                  | Selected Features |
| Afro Samurai                                     | Fuminori Kizaki                             | Focus Asia        |
| Die Kunst des negativen Denkens                  | Bård Breien                                 | Selected Features |
| Awake                                            | Joby Harold                                 | Selected Features |
| Blind                                            | Tamar van den Dop                           | Selected Features |
| The Broken                                       | Sean Ellis                                  | Selected Features |
| Ca$h                                             | Éric Besnard                                | Selected Features |
| The Chaser                                       | Na Hong-jin                                 | Closing Night     |
| Stadt der Toten                                  | John Llewellyn Moxey                        | Horror Classics   |
| Crossfire                                        | Claude-Michel Rome                          | Selected Features |
| Dance of the Dead                                | Gregg Bishop                                | Selected Features |
| Diary of the Dead                                | George A. Romero                            | FFF Nights        |
| Perro come Perro - Den Letzten fressen die Hunde | Carlos Moreno                               | Selected Features |
| Donkey Punch – Blutige See                       | Oliver Blackburn                            | Fresh Blood       |
| Doomsday – Tag der Rache                         | Neil Marshall                               | FFF Nights        |
| Dorothy Mills                                    | Agnès Merlet                                | Selected Features |
| Downloading Nancy                                | Johan Renck                                 | Fresh Blood       |
| Dying Breed                                      | Jody Dwyer                                  | Midnight Madness  |
| Eden Lake                                        | James Watkins                               | Opening Night     |
| Eden Log                                         | Franck Vestiel                              | FFF Nights        |
| Das Königreich der Yan                           | Ching Siu-Tung                              | Focus Asia        |
| Evangelion:1.01 – You are (not) alone.           | Hideaki Anno, Kazuya Tsurumaki und Masayuki | Focus Asia        |
| Frontier(s) – Kennst du deine Schmerzgrenze?     | Xavier Gens                                 | FFF Nights        |
| Faul im Staat Dänemark                           | Anders Rønnow-Klarlund                      | Selected Features |
| Hush                                             | Mark Tonderai                               | Fresh Blood       |
| Inside                                           | Julien Maury und Alexandre Bustillo         | FFF Nights        |
| The Investigator                                 | Attila Gigor                                | Fresh Blood       |
| It’s Alive                                       | Josef Rusnak                                | Midnight Madness  |
| Jack Brooks: Monster Slayer                      | Jon Knautz                                  | Selected Features |
| JCVD                                             | Mabrouk El Mechri                           | Fresh Blood       |
| Bedingungslos                                    | Ole Bornedal                                | Selected Features |
| L: Change the World                              | Hideo Nakata                                | Focus Asia        |
| Lady Blood                                       | Jean-Marc Vincent                           | Selected Features |
| So finster die Nacht                             | Tomas Alfredson                             | Centerpiece       |
| Like a Dragon                                    | Takashi Miike                               | Focus Asia        |
| Mad Detective                                    | Johnnie To und Ka-Fai Wai                   | Focus Asia        |
| Martyrs                                          | Pascal Laugier                              | Selected Features |
| Die Kammer der toten Kinder                      | Alfred Lot                                  | Fresh Blood       |
| The Midnight Meat Train                          | Ryūhei Kitamura                             | Selected Features |
| Mirrors                                          | Alexandre Aja                               | Selected Features |
| The Mother of Tears                              | Dario Argento                               | Midnight Madness  |
| Mum & Dad                                        | Steven Sheil                                | Fresh Blood       |
| My Name Is Bruce                                 | Bruce Campbell                              | Midnight Madness  |
| Nothing to lose - Die Seele eines Monsters       | Pieter Kuijpers                             | Selected Features |
| Opapatika                                        | Thanakorn Pongsuwan                         | Focus Asia        |
| Outlander                                        | Howard McCain                               | Selected Features |
| Oxford Murders                                   | Álex de la Iglesia                          | Selected Features |
| The Protocol – Jeder Tod hat seinen Preis        | Thomas Vincent                              | Selected Features |
| Zombie Rage                                      | Robert Kurtzman                             | Midnight Madness  |
| The Rebel                                        | Charlie Nguyen                              | Focus Asia        |
| REC                                              | Jaume Balagueró und Paco Plaza              | FFF Nights        |
| Die rote Herberge                                | Gérard Krawczyk                             | Selected Features |
| Repo! The Genetic Opera                          | Darren Lynn Bousman                         | Selected Features |
| Restraint                                        | David Deneen                                | Selected Features |
| Sasori – Besessen von Rache                      | Joe Ma                                      | Focus Asia        |
| Senseless – Der Sinne beraubt                    | Simon Hynd                                  | Selected Features |
| Shiver                                           | Isidro Ortiz                                | Selected Features |
| Shuttle                                          | Edward Anderson                             | Fresh Blood       |
| Sieben Tage Sonntag                              | Niels Laupert                               | Selected Features |
| The Strangers                                    | Bryan Bertino                               | Fresh Blood       |
| Alien Teacher                                    | Ole Bornedal                                | Selected Features |
| Sukiyaki Western Django                          | Takashi Miike                               | FFF Nights        |
| Summer Scars                                     | Julian Richards                             | Selected Features |
| Tale 52                                          | Alexis Alexiou                              | Selected Features |
| Wie schmeckt das Blut von Dracula?               | Peter Sasdy                                 | Horror Classics   |
| Terra                                            | Aristomenis Tsirbas                         | Selected Features |
| Three Kingdoms – Der Krieg der drei Königreiche  | Daniel Lee                                  | Focus Asia        |
| Timecrimes – Mord ist nur eine Frage der Zeit    | Nacho Vigalondo                             | FFF Nights        |
| Trailer Park of Terror                           | Steven Goldmann                             | Midnight Madness  |
| Transsiberian                                    | Brad Anderson                               | Selected Features |
| Virus Undead                                     | Wolf Wolff                                  | Fresh Blood       |
| Waltz with Bashir                                | Ari Folman                                  | Selected Features |
| The Warlords                                     | Peter Chan und Wai Man Yip                  | Focus Asia        |
| XII                                              | Michael A. Nickles                          | Selected Features |

Neben dem Langfilmprogramm gab es die Kurzfilmreihe Cowboys, Tod und Träume sowie die Reihe Get Shorty, u. a. mit dem Film Shuteye Hotel von Bill Plympton.